# 台風コロッケ

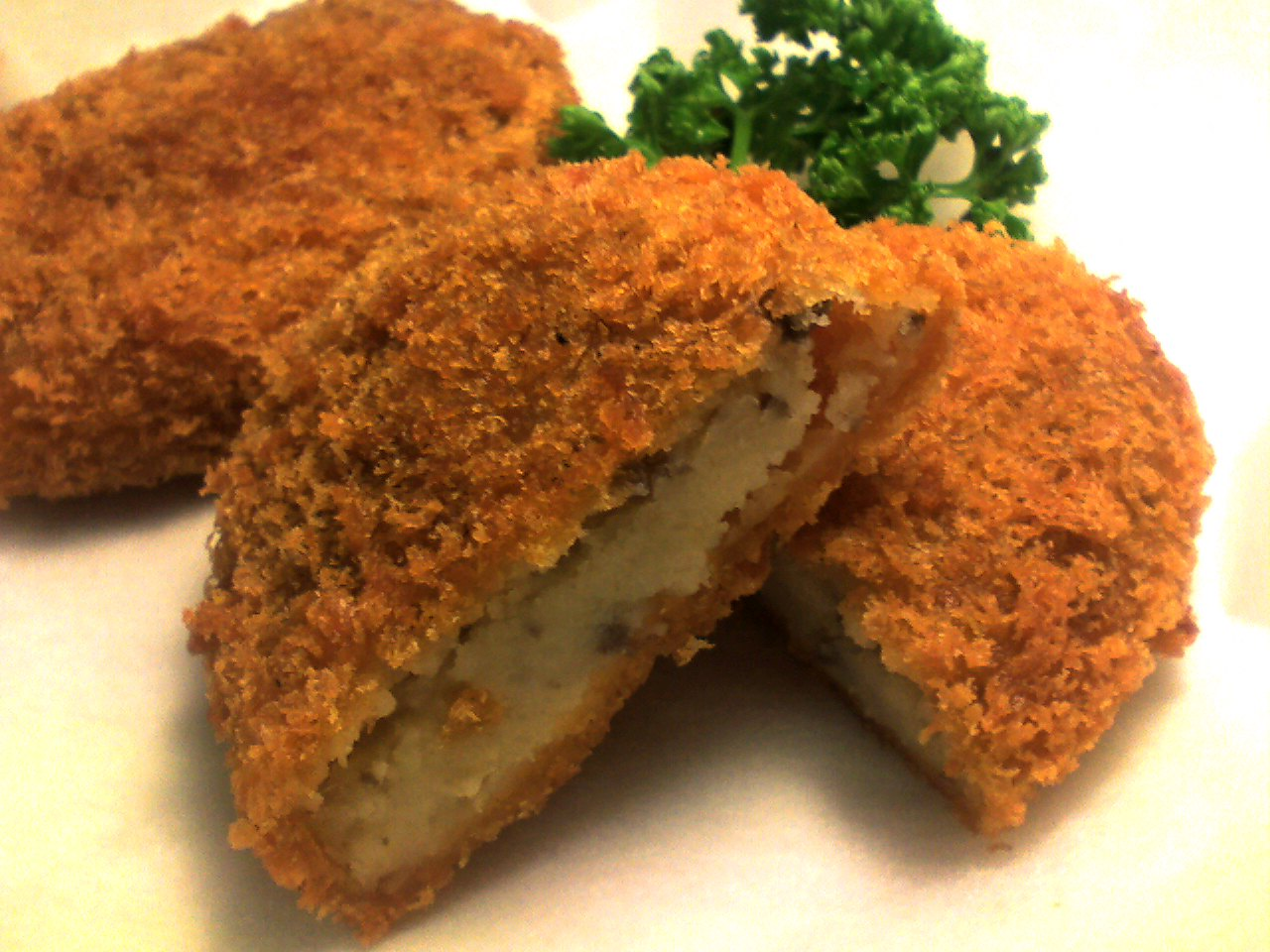
コロッケ

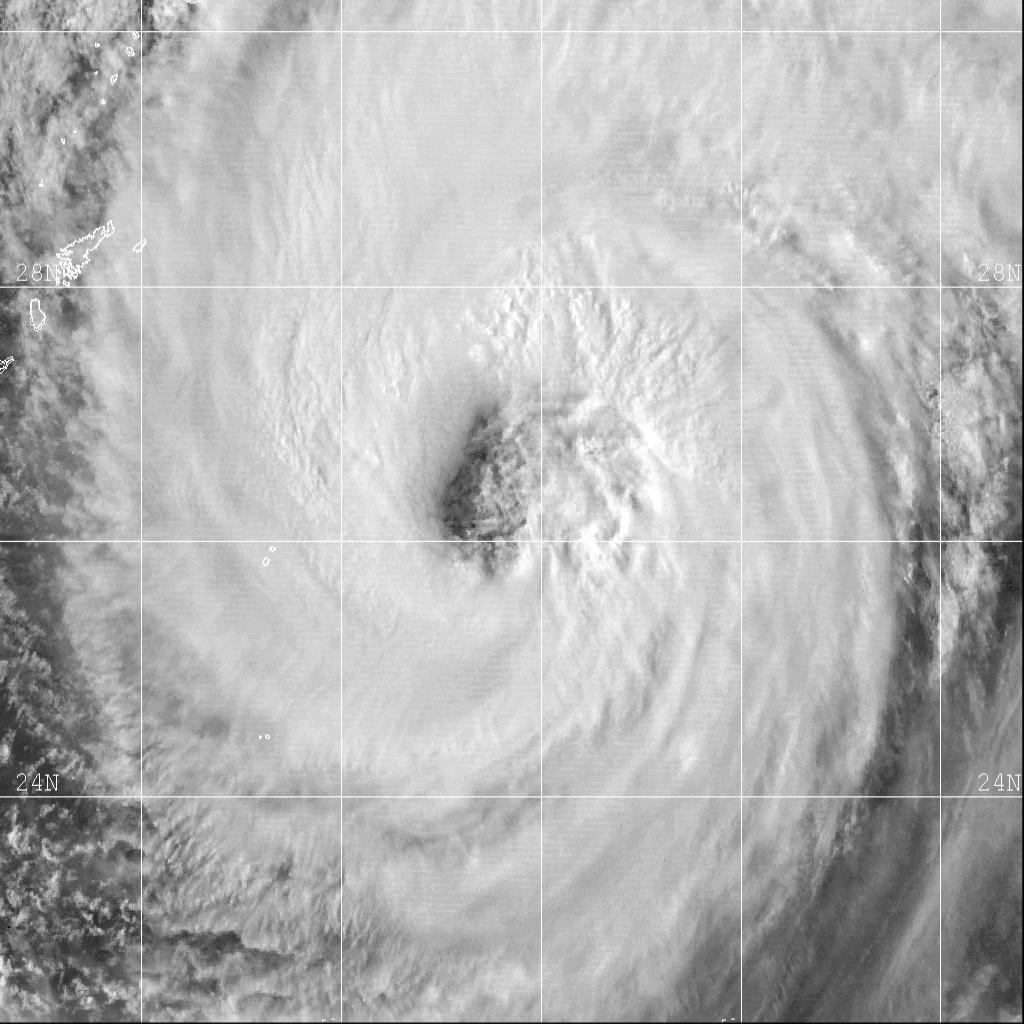
台風11号パブーク

台風コロッケ（たいふうコロッケ）は、台風が接近・上陸している際にコロッケを買って食べるという日本のインターネット上を中心とした流行である。電子掲示板2ちゃんねるを発祥とし、Twitterを通じて広がった。

## 歴史
台風11号が接近した2001年（平成13年）8月21日昼過ぎに2ちゃんねるのニュース速報板「【台風11号パブーク】上陸秒読み実況スレッド 14号」の
という書き込みをきっかけに、台風が接近するとコロッケを買う、食べるというネタが生まれた。 
しばらくは大衆には普及せず2ちゃんねらー限定の風習であったが、2012年（平成24年）6月の台風4号の時にTwitterのトレンドワードにランクインしたことでネットメディアが取り上げるようになり、広く知られるようになった。同時期に『ねとらぼ』が300人にアンケートを取ったところ、台風コロッケを以前から知っていた人は5割、最近知った人は2割弱、台風4号が来た日にコロッケを食べた人は3割であった。
飲食店のインターネット検索サービスぐるなびは、2013年（平成25年）8〜10月に発生した台風とぐるなび検索の関係を比較し、コロッケの検索数が増えたと折れ線グラフで発表した。 
慣習化したことで2010年代中頃から台風が接近するとスーパーマーケットや弁当店でコロッケの値引きや大量セールを実施する店舗も出現し、テレビ番組でも取り上げられた。2019年（令和元年）の令和元年東日本台風（台風19号）の際にも、大量のコロッケが「台風コロッケ」の名の下で飛ぶように売れた。
2017年には、「台風コロッケ」を主題としたスマホゲームも開発されている。